# لئون لگ

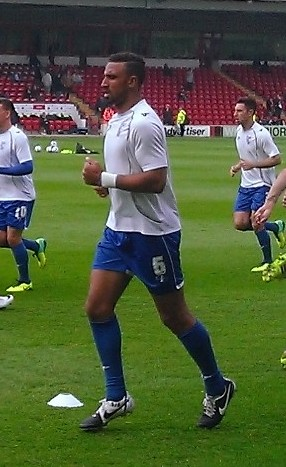
لئون لگ در سال ۲۰۱۴

لئون کلینتون الیوت لگ (متولد ۱ ژوئیه ۱۹۸۵) یک فوتبالیست حرفه ای انگلیسی است که به عنوان یک بازیکن میانی در لیگ دو فوتبال انگلستان در پورت ویل بازی می‌کند، جایی که او کاپیتان باشگاه نیز می‌باشد.
به عنوان یک مدافع، قدرت قوی، موقعیت و مهارت‌های تکل زدن به او کمک کرده‌است تا کمبود سرعت طبیعی را جبران کند. در ۱۶ سالگی و در حالی که برای فوتبال جوانان بازی می‌کرد، به صرع مبتلا شد. او بیش از هفت سال را در خارج از لیگ با سیدلی یونایتد، ایستبورن UA، هیلزهام تاون، لویز و تانبریج انجلز گذراند، در حالی که همچنین به عنوان یک مراقب کار می‌کرد. او در ژوئیه ۲۰۰۹ به عنوان بازیکن حرفه ای وارد برنتفورد شد و در ۲۴ سالگی وارد لیگ فوتبال انگلیس شد. وی به عنوان بازیکن سال ۲۰۱۰ برنتفورد انتخاب شد و در فینال جام قهرمانی لیگ ۲۰۱۱ در تیم بازنده بازی کرد. او با انتقال قرضی که در ژانویه ۲۰۱۳ دائمی شد به گیلینگام پیوست و به باشگاه کمک کرد تا در پایان فصل ۲۰۱۲–۱۳ به عنوان قهرمان لیگ دو صعود کند. وی در ماه مه ۲۰۱۵ به کمبریج یونایتد نقل مکان کرد و در پایان فصل ۱۶–۲۰۱۵ به عنوان بهترین بازیکن سال انتخاب شد. او قبل از عزیمت در ماه مه ۲۰۱۸ به عنوان کاپیتان به باشگاه خدمت کرد تا به پورت ویل بپیوندد.

## حرفهٔ بازیکنی

### حرفهٔ اولیه
لگ پیش از پیوستن به باشگاه لیگ ساسکس ایستبورن یونایتد، کار خود را با بازی در فوتبال جوانان در تیم‌های Little Common و Sidley United آغاز کرد. در سن ۱۷ سالگی، لگ به هایلشام تاون پیوست و در آنجا به عنوان کاپیتان منصوب شد و قبل از پیوستن به باشگاه لوئز در کنفرانس جنوبی در تابستان ۲۰۰۵، به سمت کاپیتانی منصوب شد. بعداً طلسم سه ساله وی در لوئیس «ناموفق» توصیف شد.

### برنتفورد
لگ اولین شکست حرفه ای خود را در شکست ۱–۰ لیگ قهرمانان فوتبال در نورویچ سیتی در ۱ سپتامبر ۲۰۰۹ تجربه نمود زیرا در دو مسابقه قبلی برنتفورد به عنوان یک تعویض بی‌مصرف نامگذاری شده بود. لگ اولین شکست خود در لیگ یک را در شکست ۲–۰ در Yeovil Town در ۲۶ سپتامبر تجربه کرد و در دقیقه ۸۶ جایگزین کلیولند تیلور شد.

### گیلینگهام
در اول ژانویه ۲۰۱۳ لگ برای یک ماه به عنوان بازیکن قرضی به گیلینگهام پیوست و سپس در همان‌جا دائمی شد.

### کمبریج یونایتد
در ۱۹ مه ۲۰۱۵، لگ قراردادی دو ساله با کمبریج یونایتد امضا کرد و به عنوان اولین خرید این تیم در فصل پایانی درآمد. ریچارد مانی که مدیرش بود گفت که «کاملاً واضح است که می‌بینیم او پسری بزرگ، بلند قامت و قدرتمند است که به همراه هیوز و کولسون که در دست داریم ما را در عقب هدایت می‌کند، که این آغاز یک واحد دفاعی بسیار خوب است.»

### روش بازی
لگ به عنوان «نیمه مرکز فرماندهی» توصیف شده‌است. اگرچه از سرعت بالایی برخوردار نیست، اما به دلیل قدرت، موقعیت و مهارت‌های تکل گذاری ستایش شده‌است. او همچنین می‌تواند در پرتاب‌های دور خود به مسافت‌های زیادی برسد.

## زندگی شخصی
لگ در انگلستان متولد شد و از نژاد سنت لوسیان است. لگ ۱۶ ساله بود که متوجه شد از صرع رنج می‌برد. او سفیر صرع جوان است و صاحب وبلاگی به نام «صرع بالر» می‌باشد. وی در سال ۲۰۱۴ به مسیحیت گروید.